# 豊田自動織機・ZS型エンジン
豊田自動織機・ZS型エンジン（トヨタじどうしょっき・ZSがたエンジン）は、豊田自動織機の4サイクル水冷直列ディーゼルエンジンの系列である。同社が製造する産業機械に搭載された。

## 概要
豊田自動織機が、日本国内の第四次排気ガス規制（2014年-）に合わせて開発、製造を行ったディーゼルエンジン。従来、同社のフォークリフトに使用されてきたトヨタ・Z型エンジン系列とは一線を画す、ダウンサイジングコンセプトに沿ったエンジンである。開発は、2012年1月より始められた。当初は4気筒で排気量2000ccのエンジンとすることが検討されていたが、当時の取締役副社長らは費用対効果の面から3気筒化にすることにこだわった。開発担当者は3気筒エンジンについて「技術的に未知な部分が多い」と進言したものの聞き入れてもらえず、結果的に3気筒に電子制御可変ノズルターボを組み合わせた総排気量1800cc級のエンジンとして開発することが決定された。後年、エンジン試験の不正が明るみにされたが、この決定が原因の一つであったとする関係者が少なくなかった。

## リコールと形式指定取り消し
エンジンが完成した後、形式認証取得のためのテストが行われたが、排気ガスのPM（粒子状物質）の値が想定よりも悪いことが判明。担当者らは立会試験において規制値をクリアできるようにするため、試験用のECUソフトについて、目標EGR率の制御パラメータの値を変更した。この不正行為は2023年に表面化。豊田自動織機は、1ZSエンジンを搭載したフォークリフト（トヨタ・ジェネオシリーズ）及びショベルローダの出荷を停止、同年4月11日、国土交通省に対してリコールの届出を行い、1ZSエンジンを搭載した約7万台の車両のエンジン制御コントローラのプログラム修正を行った。国土交通省は、同月中に不正行為が行われた1KDエンジンとともに1ZSエンジンの型式指定を取り消した。